# Peter Høeg

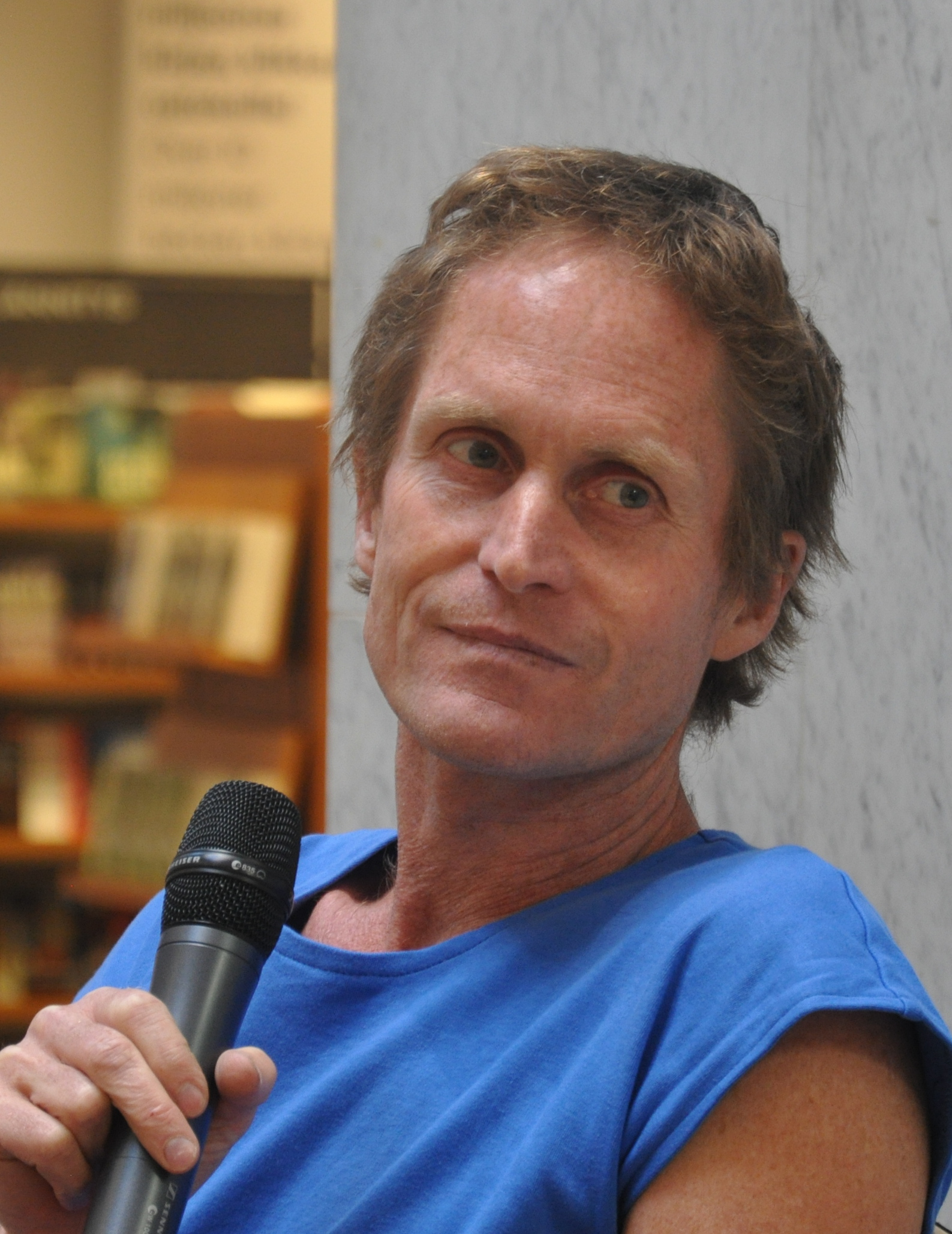
Peter Høeg, 2015

Peter Høeg (Kopenhagen, 17 mei 1957) is een Deense schrijver van literaire fictie die zijn carrière begon als zeeman, danser en acteur.

## Leven en werk
Peter Høeg groeide op in Kopenhagen, waar hij in 1984 zijn studie literatuurwetenschap aan de Universiteit van Kopenhagen afrondde. Hierna werkte hij onder andere als sportleraar en danser. In 1988 debuteerde hij met Forestilling om det tyvende århundrede (Voorstelling van de twintigste eeuw). Na deze roman en zijn tweede boek Fortællinger om natten (Nachtvertellingen) uit 1990 groeide de belangstelling voor zijn werk. Zijn grote doorbraak kwam in 1992 met zijn misdaadroman Frøken Smillas fornemmelse for sne (Smilla's gevoel voor sneeuw) waarvoor hij bekroond werd met de Glazen Sleutel. Deze wereldwijde bestseller werd in 1997 door Bille August verfilmd als Smilla's Sense of Snow. Ondanks het internationale succes besloot Høeg geen verdere verfilmingen van zijn werk toe te staan om de fantasie van zijn lezers niet vast te pinnen op de filmbeelden.   
Voor de roman De måske egnede (Grensgevallen) uit 1993 werd hij onderscheiden met De Gyldne Laurbær en de Deense Kritikerprisen. Minder lovend was de kritiek over Kvinden og aben (De vrouw en de aap) uit 1996. Daarna bleef het tien jaar lang stil rond Peter Høeg, totdat in 2006 Den stille pige (De stilte en het meisje) uitkwam. Deze roman werd niet al te best ontvangen door de Deense recensenten, die het boek "te complex" of "te postmodern" vonden, terwijl de Noorse schrijver Jan Kjærstad het juist voor hem opnam en de kleingeestigheid aanviel van de hedendaagse Deense kritiek. Die zou moeite met hem hebben omdat hij als literair schrijver moeilijk te rubriceren is. Zijn werken verschillen onderling nogal in stijl en thematiek en hebben etiketten gekregen als postmodern, gothic, magisch realistisch en nordic noir.
Peter Høeg heeft het fonds Lolwe opgericht, dat vrouwen en kinderen in de derde wereld ondersteunt. De opbrengst van de roman Kvinden og aben ging naar dit fonds.
In 2006 was in de Nederlandse theaters een toneelbewerking van Han Römer door Toneelgroep Oostpool te zien van het boek De måske egnede onder de naam Grensgevallen.

## Werkenlijst
- Forestilling om det tyvende århundrede (Voorstelling van de twintigste eeuw), 1988
- Fortællinger om natten (Nachtvertellingen), 1990
- Frøken Smillas fornemmelse for sne (Smilla's gevoel voor sneeuw), 1992 - verfilmd door Bille August
- De måske egnede (Grensgevallen), 1993
- Kvinde og aben (De vrouw en de aap), 1996
- Den stille pige (De stilte en het meisje), 2006
- Elefantpassernes børn (De kinderen van de olifantenhoeders), 2010
- Effekten af Susan (Het effect van Susan), 2014
- Gennem dine øjne (Door jouw ogen), 2018

- Bibsys: 90182214
- Biblioteca Nacional de España: XX971670
- Bibliothèque nationale de France: cb12237949x (data)
- CiNii: DA0963061X
- Gemeinsame Normdatei: 115364005
- International Standard Name Identifier: 0000 0001 0937 8833
- Library of Congress Control Number: n93118292
- Nationale Bibliotheek van Letland: 000011113
- MusicBrainz: 57265696-77fe-461f-ad88-727d59362495
- Bibliotheek van het Japanse parlement: 00513659
- Nationale Bibliotheek van Tsjechië: jn19990003554
- Nationale bibliotheek van Australië: 35623588
- Nationale Bibliotheek van Israël: 987007311686805171
- Nationale Bibliotheek van Polen: a0000001263074
- Nationale en Universitaire bibliotheek Zagreb: 000132338
- Nederlandse Thesaurus van Auteursnamen: 074214284
- Réseau des bibliothèques de Suisse occidentale: 02-A003395966
- Istituto Centrale per il Catalogo Unico: MILV084216
- LIBRIS: 207861
- Système universitaire de documentation: 031096948
- Trove: 1018822
- Virtual International Authority File: 114758804
- WorldCat: E39PBJw8VfFqdptRqYBCDwYVmd